# 50-40-90 klub
Az 50-40-90 klub egy informális statisztika, amely arra szolgál, hogy a kosárlabda-játékosokat a dobóteljesítményük alapján értékelhessék a National Basketball Associationben (NBA). Ahhoz, hogy egy játékos a klub részese lehessen, legalább 50%-kal kell dobnia a mezőnykísérleteit, legalább 40%-kal kell dobnia a hárompontos kísérleteit, és legalább 90%-kal kell dobnia a büntetőkísérleteit az alapszakasz során.
Az NBA, a WNBA és az NBA G-League története során mindössze 11 játékosnak sikerült 50-40-90-es szezont produkálnia. A legutóbbi játékos, aki csatlakozott a klubhoz, Kyrie Irving, aki a 2020–21-es szezonban a Brooklyn Nets tagjaként nyújtotta ezt a teljesítményt. A legtöbbször Steve Nash-nek sikerült, négyszer.

## Történelem
Az 50-40-90-es szezon csupán az 1979–80-as NBA-szezon óta lehetséges, ugyanis akkor vezették be a hárompontos dobásokat.
Csak Steve Nash és Larry Bird azok a játékosok, akiknek többször is sikerült elérniük ezt a teljesítményt. Bird kétszer egymást követően, 1986-ban és 1987-ben, Nash 2005 és 2010 között négyszer tudhatta magáénak ezt az eredményt. Az ötödik szezon elérésétől mindössze egy sikeres büntetőkísérlet választotta el.
Quinn Cook volt az első NBA G-League-játékos, aki elérte az 50-40-90-es mérföldkövet, 2018-ban.
Elena Delle Donne volt az első WNBA-játékos, aki 50-40-90-es teljesítményt tudott produkálni (2019).

## Lista

### NBA
| Játékos          | Szezon    | M  | MG  | MGK  | MG%        | 3P  | 3PK | 3P%        | BD  | BDK | BD%        | PT   | P/M  | For.   |
| ---------------- | --------- | -- | --- | ---- | ---------- | --- | --- | ---------- | --- | --- | ---------- | ---- | ---- | ------ |
| Larry Bird       | 1986–1987 | 74 | 786 | 1497 | 53% (.525) | 90  | 225 | 40% (.400) | 414 | 455 | 91% (.910) | 2076 | 28.1 | [ 6 ]  |
| Larry Bird (2)   | 1987–1988 | 76 | 881 | 1672 | 53% (.527) | 98  | 237 | 41% (.414) | 415 | 453 | 92% (.916) | 2275 | 29.9 | [ 6 ]  |
| Mark Price       | 1988–1989 | 75 | 529 | 1006 | 53% (.526) | 93  | 211 | 44% (.441) | 263 | 292 | 90% (.901) | 1414 | 18.9 | [ 7 ]  |
| Reggie Miller    | 1993–1994 | 79 | 524 | 1042 | 50% (.503) | 123 | 292 | 42% (.421) | 403 | 444 | 91% (.908) | 1574 | 19.9 | [ 8 ]  |
| Steve Nash       | 2005–2006 | 79 | 541 | 1056 | 51% (.512) | 150 | 342 | 44% (.439) | 257 | 279 | 92% (.921) | 1489 | 18.8 | [ 9 ]  |
| Dirk Nowitzki    | 2006–2007 | 78 | 673 | 1341 | 50% (.502) | 72  | 173 | 42% (.416) | 498 | 551 | 90% (.904) | 1916 | 24.6 | [ 10 ] |
| Steve Nash (2)   | 2007–2008 | 81 | 485 | 962  | 50% (.504) | 179 | 381 | 47% (.470) | 222 | 245 | 91% (.906) | 1371 | 16.9 | [ 9 ]  |
| Steve Nash (3)   | 2008–2009 | 74 | 428 | 851  | 50% (.503) | 108 | 246 | 44% (.439) | 196 | 210 | 93% (.933) | 1160 | 15.7 | [ 9 ]  |
| Steve Nash (4)   | 2009–2010 | 81 | 499 | 985  | 51% (.507) | 124 | 291 | 43% (.426) | 211 | 225 | 94% (.938) | 1333 | 16.5 | [ 9 ]  |
| Kevin Durant     | 2012–2013 | 81 | 731 | 1433 | 51% (.510) | 139 | 334 | 42% (.416) | 679 | 750 | 91% (.905) | 2280 | 28.1 | [ 11 ] |
| Stephen Curry    | 2015–2016 | 79 | 805 | 1598 | 50% (.504) | 402 | 886 | 45% (.454) | 363 | 400 | 91% (.908) | 2375 | 30.1 | [ 12 ] |
| Malcolm Brogdon  | 2018–2019 | 64 | 378 | 748  | 51% (.505) | 104 | 244 | 43% (.426) | 141 | 152 | 93% (.928) | 1001 | 15.6 | [ 13 ] |
| Kyrie Irving     | 2020–2021 | 54 | 549 | 1086 | 51% (.506) | 152 | 378 | 40% (.402) | 201 | 218 | 92% (.922) | 1451 | 26.9 | [ 14 ] |
| Kevin Durant (2) | 2022–2023 | 47 | 483 | 862  | 56% (.560) | 93  | 230 | 40% (.404) | 307 | 334 | 92% (.919) | 1366 | 29.1 | [ 11 ] |

### NBA G-League
| Játékos    | Szezon    | M  | MG  | MGP | MG%        | 3P | 3PP | 3P%        | BD  | BDP | BD%        | PT  | P/M  | For.   |
| ---------- | --------- | -- | --- | --- | ---------- | -- | --- | ---------- | --- | --- | ---------- | --- | ---- | ------ |
| Quinn Cook | 2017–2018 | 29 | 269 | 513 | 52% (.524) | 83 | 190 | 44% (.437) | 114 | 120 | 95% (.950) | 735 | 25.3 | [ 15 ] |

### WNBA
| Játékos           | Szezon | M  | MG  | MGP | MG%        | 3P | 3PP | 3P%        | BD  | BDP | BD%        | PT  | P/M  | For.   |
| ----------------- | ------ | -- | --- | --- | ---------- | -- | --- | ---------- | --- | --- | ---------- | --- | ---- | ------ |
| Elena Delle Donne | 2019   | 31 | 220 | 427 | 52% (.515) | 52 | 121 | 43% (.430) | 114 | 117 | 97% (.974) | 606 | 19.5 | [ 16 ] |

## Fordítás
- Ez a szócikk részben vagy egészben  a(z)   50–40–90 club című angol Wikipédia-szócikk ezen változatának fordításán alapul.  Az eredeti cikk szerkesztőit annak laptörténete sorolja fel. Ez a jelzés csupán a megfogalmazás eredetét és a szerzői jogokat jelzi, nem szolgál a cikkben szereplő információk forrásmegjelöléseként.